# Roberto Palleschi
Roberto Palleschi (Roma, 9 settembre 1925 – Roma, 1º ottobre 2009) è stato un politico italiano.

## Biografia
Entra in politica nella federazione romana del Partito Socialista Italiano, in cui cresce politicamente negli anni '50 sino a raggiungerne il vertice per la corrente di Pietro Nenni. Diventa consigliere comunale a Roma.
Il 7 maggio 1963 è eletto deputato alla Camera; è primo firmatario di una proposta di legge sulla limitazione degli orari di lavoro nei settori delle costruzioni edilizie, stradali ed idrauliche.
Nel 1975 ricopre la carica di Presidente della Regione Lazio mentre, tra il 1970 e il 1975 e tra il 1976 e il 1977, è Presidente del Consiglio regionale del Lazio. Rientra alla Camera nel 1979 e diventa sottosegretario di Stato al commercio con l'estero nei governi Cossiga II e Forlani. Fu anche sottosegretario agli affari esteri nei due governi Spadolini e nel governo Fanfani V.
Nel 1984 è marginalmente coinvolto nell'inchiesta aperta dal giudice Carlo Palermo sulle attività nel Terzo Mondo del finanziere Ferdinando Mach di Palmstein, sospettato di traffico internazionale d'armi. Il suo operato è menzionato anche a proposito dei rapporti fra il PSI e la Somalia di Siad Barre, in particolare per la vicenda del piano regolatore di Mogadiscio, affidato a Paolo Portoghesi.
Nel 1994 pubblica il libro Anche gli angeli vanno alla Guerra. Nel 2001 entra nel Nuovo PSI, all'interno del quale viene eletto presidente del comitato direttivo regionale.